# Schineria nigriventris
Schineria nigriventris är en tvåvingeart som beskrevs av Kolomiets 1984. Schineria nigriventris ingår i släktet Schineria och familjen parasitflugor. Inga underarter finns listade i Catalogue of Life.